# Kiesha Leggs
Kiesha Leggs (Stockton, 26 aprile 1990) è una pallavolista statunitense.
Gioca nel ruolo di centrale nel Saint-Raphaël.

## Carriera
La carriera di Kiesha Leggs inizia a livello scolastico con la Lincoln High School. Successivamente fa parte per due anni del San Joaquin Delta College, per poi passare della squadra della University of Pittsburgh, militante nella NCAA Division I.
Nella stagione 2012-13 viene ingaggiata dalla società italiana del Robur Tiboni Urbino Volley, militante in Serie A1, dove gioca per tre annate, prima di approdare, nella stagione 2015-16, al Pilskie Towarzystwo Piłki Siatkowej di Piła, club della Liga Siatkówki Kobiet polacca.
Nel campionato 2016-17 è nuovamente in Italia, ma nella seconda divisione nazionale col Chieri '76, mentre nel campionato seguente gioca nella Ligue A francese col Saint-Raphaël.